# Picoplc
A PICoPLC az Evotronics cég által 2013 óta gyártott mikrokontrolleren futó beágyazott PLC szoftver, amely egyszerűen, grafikus módon (létradiagram) programozható. A felhasználói szoftvert a PICoPLC létradiagram fejlesztő programjában lehet megírni, majd rátölteni és futtatni a PICoPLC IC-n. A létradiagram alapvető áramköri kapcsoláshoz hasonlít, így aki kicsit jártas az elektronikában könnyedén elsajátíthatja. A PICoPLC tökéletesen egyesíti a beágyazott és a PLC-s rendszerek előnyeit.
A szoftver tartalmaz minden olyan utasítást, amelyet a hagyományos PLC-k programozásánál ismertek és lehetőség van a beágyazott mikrokontrolleres rendszereknél megszokott funkciók alkalmazására, mint az egyszerű I/O láb kezelésre, timerek használatára, analóg bemenetek olvasására, PWM kimenet megvalósítására, UART kommunikációra és USB-s adatcserére a PC-vel. A szoftvert a szimulátor segítségével a PC-n tesztelhetjük. Majd microcontroller lábakat rendelhetünk a ki- és bemenetekhez és az elkészült szoftvert futtathatjuk a PICoPLC ic-n is.